# Lucilia varipalpis
Lucilia varipalpis är en tvåvingeart som först beskrevs av Macquart 1843.  Lucilia varipalpis ingår i släktet Lucilia och familjen spyflugor. Inga underarter finns listade i Catalogue of Life.